# NGC 857
 NGC 857 ist eine Linsenförmige Galaxie mit ausgedehnten Sternentstehungsgebieten vom Hubble-Typ S0 im Sternbild Fornax am Südsternhimmel. Sie ist schätzungsweise 154 Millionen Lichtjahre von der Milchstraße entfernt und hat einen Durchmesser von etwa 65.000 Lichtjahren. Gemeinsam mit drei weiteren Galaxien bildet sie die IC 1788-Gruppe (LGG 52).
Das Objekt wurde am 18. November 1835 vom britischen Astronomen John Herschel entdeckt.